# Venlo
Venlo je město v Nizozemsku. Leží na jihovýchodě země v provincii Limburg, blízko hranic s Německem. Má přibližně 102 tisíc obyvatel. Městem protéká řeka Máza.

## Kultura
- Divadlo De Maaspoort
- Limburgské muzeum
- Museum van Bommel van Dam
- Policejní muzeum Venlo
- Významné každoroční kulturní akce:
  - Karneval Vastelaovend
  - Letní parkové slavnosti Zomerparkfeest (s živou hudbou, filmy, tancem, atd.)

## Partnerská města
- Gorizia, Itálie
- Klagenfurt am Wörthersee, Rakousko
- Krefeld, Německo